# پرتاب کلاب
پرتاب کلاب (به انگلیسی: club throw) یا پرتاب چماق یک مسابقه پرتابی دو و میدانی است که هدف آن پرتاب یک کلاب (چماق) چوبی است. این مسابقه یکی از چهار مسابقه پرتابی به همراه پرتاب دیسک، پرتاب نیزه و پرتاب وزنه در پارالمپیک تابستانی است. این مسابقه به نوعی ورزش پارالمپیکی پرتاب چکش است. پرتاب کلاب هم برای مردان و هم زنان در اولین بازی‌های پارالمپیک تابستانی ۱۹۶۰ معرفی شد. از بازی‌های پارالمپیک ۱۹۹۲ بارسلونا پرتاب کلاب زنان حذف شد اما برای بازی‌های تابستانی لندن دوباره این ورزش به مسابقات پارالمپیک برگشت.

## قوانین ورزش

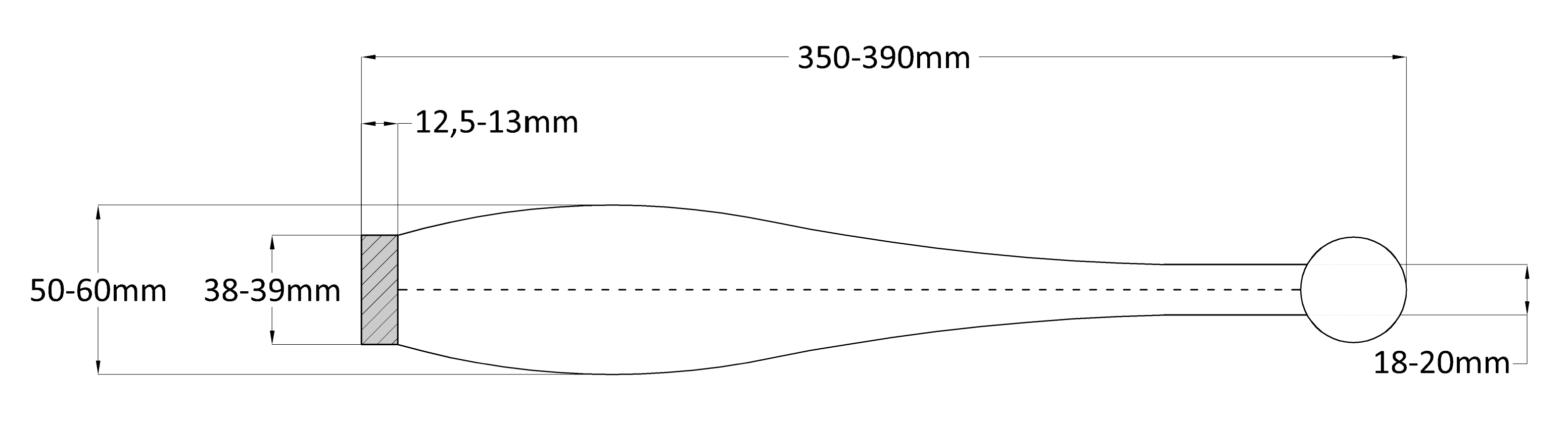
کلاب (چماق، گرز)

مانند سایر مسابقات پرتابی، برنده بر اساس این‌که چه کسی می‌تواند کلاب را دورتر پرتاب کند، تعیین می‌شود، هرچند زمانی که مسابقه توسط ورزشکارانی با رده‌بندی‌های مختلف معلولیت مانند پارالمپیک مسابقه داده می‌شود، نتیجه با امتیاز با استفاده از سیستم امتیازی رازا (Raza) تعیین می‌شود. سطوح نسبی ناتوانی ورزشکاران را در نظر می‌گیرد. وزن کلاب برای مردان و زنان حداقل ۳۹۷ گرم (۱۴٫۰ اونس) و معمولاً از چوب با پایه فلزی ساخته می‌شود. ورزشکار در جایگاه منطقه پرتاب که یک دایره مشخص با قطر ۲٫۱۳۵ و ۲٫۵۰ متر (۷ فوت ۰ اینچ و ۸ فوت ۲ اینچ) می‌نشیند. جایگاه برای هر رقیب یکسان است و از جنس سخت است. این ورزش در پارالمپیک توسط ورزشکاران در کلاس‌های F31 ،F32 و F51 (افرادی که بیشترین اختلال در عملکرد دست دارند) برگزار می‌شود.